# Acontia flavipennis
Acontia flavipennis är en fjärilsart som beskrevs av Augustus Radcliffe Grote 1873. Acontia flavipennis ingår i släktet Acontia och familjen nattflyn. Inga underarter finns listade i Catalogue of Life.